# Kantharalak (huyện)
Kantharalak (tiếng Thái: กันทรลักษ์) là một huyện (Amphoe) ở phía đông nam của tỉnh Sisaket, đông bắc Thái Lan.

## Lịch sử
Tên cũ của Kantharalak là Mueang Uthumphon Phisai thuộc Mueang Khukhan.
Năm 1939, huyện được đổi tên từ Nam Om thành Kantharalak.

## Địa lý
Các huyện giáp ranh (từ phía tây theo chiều kim đồng hồ) là: Khun Han, Si Rattana, Benchalak of Tỉnh Sisaket, Thung Si Udom, Nam Khun của tỉnh Ubon Ratchathani, Preah Vihear và Oddar Meancheay của Campuchia.
Văn phòng Vườn quốc gia Khao Phra Wihan nằm ở huyện này còn đền Prasat Preah Vihear nằm ở lãnh thổ của Cambodia.

## Hành chính
Huyện này được chia thành 20 phó huyện (tambon), các đơn vị này lại được chia ra thành 273 làng (muban). Kantharalak là một thị xã (thesaban mueang) nằm trên một phần của the tambon Nam Om và Nong Ya Lat. Có 20 Tổ chức hành chính tambon.
| STT. | Tên            | Tên Thái   | Số làng | Dân số |  |
| ---- | -------------- | ---------- | ------- | ------ |  |
| 1.   | Bueng Malu     | บึงมะลู      | 18      | 14.553 |  |
| 2.   | Kut Salao      | กุดเสลา     | 16      | 9.882  |  |
| 3.   | Mueang         | เมือง       | 9       | 6.758  |  |
| 5.   | Sang Mek       | สังเม็ก      | 18      | 13.296 |  |
| 6.   | Nam Om         | น้ำอ้อม      | 16      | 17.413 |  |
| 7.   | Lalai          | ละลาย      | 12      | 7.271  |  |
| 8.   | Rung           | รุง         | 10      | 7.293  |  |
| 9.   | Trakat         | ตระกาจ     | 12      | 8.005  |  |
| 11.  | Chan Yai       | จานใหญ่     | 16      | 9.999  |  |
| 12.  | Phu Ngoen      | ภูเงิน       | 19      | 12.445 |  |
| 13.  | Cham           | ชำ         | 8       | 5.338  |  |
| 14.  | Krachaeng      | กระแชง     | 19      | 16.469 |  |
| 15.  | Non Samran     | โนนสำราญ   | 11      | 6.458  |  |
| 16.  | Nong Ya Lat    | หนองหญ้าลาด | 16      | 14.905 |  |
| 19.  | Sao Thong Chai | เสาธงชัย    | 17      | 9.691  |  |
| 20.  | Khanun         | ขนุน        | 15      | 9.867  |  |
| 21.  | Suan Kluai     | สวนกล้วย    | 12      | 7.171  |  |
| 23.  | Wiang Nuea     | เวียงเหนือ   | 8       | 5.601  |  |
| 24.  | Thung Yai      | ทุ่งใหญ่      | 15      | 11.562 |  |
| 25.  | Phu Pha Mok    | ภูผาหมอก    | 6       | 4.450  |  |

Các con số không có trong bảng là tambon nay tạo thành huyện Benchalak.